# Antonio Meza Cuadra Velásquez
Daniel Antonio Meza-Cuadra Velásquez fue un médico y político peruano. Fue diputado de la Asamblea Constituyente de 1978 hasta 1980 y secretario general del Partido Socialista Revolucionario.

## Biografía
Fue hermano del ex-canciller Gustavo Meza-Cuadra Velásquez. Estudió la carrera de medicina humana en la Facultad de Medicina San Fernando donde se inició en la política. Cursó un posgrado en pediatría en Francia. En 1978 fue elegido diputado a la Asamblea Constituyente por el Partido Socialista Revolucionario del cual era Secretario General desde su fundación en 1976. Formó parte de la Comisión Constitucional de dicha asamblea encargada de la redacción del texto constitucional.

## Vida política
En 1980 participó en las elecciones generales como candidato a diputado por Lima por la "Alianza Unidad de Izquierda" que agrupaba al Partido Comunista Peruano y al Partido Socialista Revolucionario. En 1980, Meza Cuadra, junto con Javier Diez Canseco y Manuel Dammert participaron en las fallidas acciones de protección de la ciudadana argentina Noemí Esther Gianetti de Molfino que fue secuestrada en Lima.
En 1982, Antonio Meza Cuadra quién hasta ese momento era el secretario general del Partido Socialista Revolucionario generó su segunda escisión. Meza Cuadra fue reemplazado, en comicios efectuados dentro de una Asamblea Nacional, por el profesor universitario Enrique Bernales Ballesteros. «El JNE, luego del trámite de ley, reconoció la nueva directiva peserrista (que mantiene como Presidente a Rodríguez Figueroa) en tanto que Meza Cuadra anunciaba la formación de un partido Mariateguista de Liberación Nacional, en el que participaron algunos dirigentes y pocas bases provinciales del PSR».
Falleció en Lima el 23 de enero de 2016.